# Teucholabis multispinosa
Teucholabis multispinosa är en tvåvingeart som beskrevs av Alexander 1944. Teucholabis multispinosa ingår i släktet Teucholabis och familjen småharkrankar.
Artens utbredningsområde är Venezuela. Inga underarter finns listade i Catalogue of Life.